# ONOUE BASE
ONOUE BASE（オノウエベース）は2023年10月2日から長崎放送（NBCラジオ）で放送されている情報番組である。
「ONOUE」とは、同局の所在地である尾上町からとったものである。

## 概要
『NBCラジオ ザ・チャージ!』の後番組としてスタートした。パーソナリティには地元出身で関東地方と長崎県内で活躍し3月まで『ひるかラ』の水曜日担当だったフリーアナウンサーの佐々野宏美を起用した。地域別のパーソナリティは置かなかった。
長崎・佐賀両県のスポーツの話題、週末のイベントの紹介、すぐ作れる夕飯のレシピの紹介、地域おこし協力隊の皆さんの取り組みからディープな話題を伝えるなど平日の夕方に必要な情報を伝えている。

## 放送時間
- 月曜 - 金曜 17:15 - 18:20（2023年10月2日 - ）

## タイムスケジュール
- 17:15 - オープニング
- 17:30 - ネットワークトゥデイ（TBSラジオ）
- 17:45 - 道路混雑情報
- 17:50 - NBCラジオ50ニュース